# Sibirische Groppe
Die Sibirische Groppe, Ostgroppe, Buntflossengroppe oder Buntflossenkoppe (Cottus poecilopus) ist ein Süßwasserfisch aus der Familie der Groppen (Cottidae).

## Beschreibung
Mit einer Länge von sieben bis neun Zentimetern ist sie meist kleiner als die Groppe. Die Seitenlinie ist unvollständig und reicht bis etwa unter die Mitte des zweiten, nicht stacheligen Teils der Rückenflosse. Der innere Strahl der Bauchflossen ist anders als bei der Groppe nur halb so lang wie der äußere.
Die Sibirische Groppe hat eine bräunlichgraue Färbung, der Bauch ist weiß. Auf dem Rücken sind meist fünf dunkle Sattelbinden erkennbar. Die Rückenflosse und die Afterflosse sind auf gelbgrünem Grund mit schrägen, die Schwanzflosse und die Brustflossen mit querliegenden Binden gezeichnet. Die Bauchflossen tragen drei bis zwölf schwärzliche Querbinden auf hellem Grund.

## Lebensweise
Sie kommt stationär (kein Wanderfisch) in Bächen und Seen vor. Die Sibirische Groppe hält sich meist unter Steinen auf festem Grund verborgen und bezieht auch erhebliche Tiefen. Laichzeit ist von Februar bis April. Das Brutverhalten ähnelt dem der Groppe. Der Fisch lebt von Bodentieren, besonders Flohkrebsen.

## Verbreitung
Die Sibirische Groppe bewohnt das nördliche Europa und Nordasien von Südostnorwegen bis zum Amur-Gebiet. In verschiedenen Gebieten, zum Beispiel in Schweden oder in den Beskiden und Karpaten kommt sie zusammen mit der Groppe vor. Inselartige Vorkommen, welche die Art als Eiszeitrelikt ausweisen, liegen im Bereich der Oder und Weichsel. Im südlichen Ostseeraum lebt sie gegenwärtig nur noch im See Hańcza in Nordostpolen und in der Feldberger Seenlandschaft (Luzinseen, Nordostdeutschland). Alle anderen Seepopulationen, zum Beispiel im Großen Plöner See, sind infolge der Eutrophierung ihrer Wohngewässer
ausgestorben.  Am 18. Mai 2006 wurden im Rahmen eines Projekts zur künstlichen Wiederbesiedlung die ersten 73 Ostgroppen im Schmalen Luzin freigesetzt. Ob die Art noch im Breiten Luzin und im Carwitzer See vorkommt, ist sehr fraglich.

## Nachweise
1. ↑  http://www.ichthyologie.de/GfI-Verhandlungen/GfI-Verhdlg__Band_4/Distribution__density_and_habitat_of__Cottus_poecilopus.pdf@1@2Vorlage:Toter+Link/www.ichthyologie.de+(Seite+nicht+mehr+abrufbar,+festgestellt+im+Mai+2019.+Suche+in+Webarchiven) Datei:Pictogram+voting+info.svg Info:+Der+Link+wurde+automatisch+als+defekt+markiert.+Bitte+prüfe+den+Link+gemäß+Anleitung+und+entferne+dann+diesen+Hinweis.
2. ↑  Archivierte Kopie (Memento des Originals vom 26. Oktober 2007 im Internet Archive)  Info: Der Archivlink wurde automatisch eingesetzt und noch nicht geprüft. Bitte prüfe Original- und Archivlink gemäß Anleitung und entferne dann diesen Hinweis.
3. ↑  http://www.nabu-mst.de/Tiere/fische_feldberg/fisch-fauna.htm